# Рипус (станция)
Ри́пус — остановочный пункт Южно-Уральской железной дороги на неэлектрифицированной однопутной ветке Кыштым — Пирит, расположенный в одноимённом пристанционном посёлке. Станция расположена возле северной оконечности озера Увильды.